# Campeonato Chileno de Futebol de 1985
O Campeonato Chileno de Futebol de 1985 (oficialmente Campeonato Nacional de Fútbol Profesional de la Primera División de Chile) foi a 53ª edição do campeonato do futebol do Chile. Os 20 clubes jogam todos contra todos, sendo o primeiro classificado campeão. Os dois últimos classificados descem de divisão para o Campeonato Chileno de Futebol - Segunda Divisão. O campeão e o vencedor da ligilla entre o vice de 1985 e o campeão e o vice de 1984 classificam-se para a Copa Libertadores da América de 1986.

## Participantes
| Equipe                                        | Cidade                                                   | Região                           | No ano anterior                                                     | Estádio                                  | Capacidade | Títulos                                     | Participações |
| --------------------------------------------- | -------------------------------------------------------- | -------------------------------- | ------------------------------------------------------------------- | ---------------------------------------- | ---------- | ------------------------------------------- | ------------- |
| Club Social y Deportivo Colo-Colo             | Macul                                                    | Região Metropolitana de Santiago | Terceiro Lugar (Zona Norte)                                         | Estádio Nacional de Chile                | 55.100     | 14 (Último em 1983)                         | 53            |
| Club Universidad de Chile                     | Santiago                                                 | Região Metropolitana de Santiago | Quinto Lugar (Zona Sul)                                             | Estádio Nacional de Chile                | 55.100     | 7 (1940, 1959, 1962,1964, 1965, 1967, 1969) | 48            |
| Unión Española                                | Independencia                                            | Região Metropolitana de Santiago | Terceiro Lugar                                                      | Estádio Santa Laura                      | 22.375     | 5 (1943, 1951, 1973, 1975, 1978)            | 52            |
| Club Deportivo Palestino                      | La Cisterna                                              | Região Metropolitana de Santiago | Sétimo Lugar (Zona Norte)                                           | Estádio Santa Laura                      | 22.375     | 2 (1955, 1978)                              | 31            |
| Club Deportivo Universidad Católica           | Las Condes                                               | Região Metropolitana de Santiago | Campeão                                                             | Estádio Independência                    | 13.500     | 6 (1949, 1954, 1961, 1966, 1984)            | 44            |
| Audax Club Sportivo Italiano                  | La Florida                                               | Região Metropolitana de Santiago | Décimo Lugar (Zona Norte)                                           | Estádio Santa Laura                      | 22.375     | 4 (1936, 1946, 1948, 1957)                  | 48            |
| O'Higgins Fútbol Club                         | Rancagua                                                 | Região de O'Higgins              | Quarto Lugar (Zona Norte)                                           | Estádio El Teniente                      | 14.550     | 0 (não possui)                              | 29            |
| Club de Deportes Cobreloa                     | Calama                                                   | Região de Antofagasta            | Quarto Lugar                                                        | Estádio Municipal de Calama              | 12.000     | 2 (1980, 1982)                              | 8             |
| Club Deportivo y Social Naval                 | Talcahuano                                               | Região de Bío-Bío                | Terceiro Lugar (Zona Sul)                                           | Estádio El Morro                         | 7.152      | 0 (não possui)                              | 12            |
| Club Deportivo Magallanes                     | Maipú                                                    | Região Metropolitana de Santiago | Quinto Lugar (Zona Norte)                                           | Estádio Independência                    | 13.500     | 4 (1933, 1934, 1935, 1938)                  | 47            |
| Club de Deportes Iquique                      | Iquique                                                  | Região de Tarapacá               | Sexto Lugar (Zona Norte)                                            | Estádio Municipal de Iquique             | -----      | 0 (não possui)                              | 6             |
| Club Social de Deportes Rangers               | Talca                                                    | Região de Maule                  | Sexto Lugar (Zona Sul)                                              | Estádio Fiscal de Talca                  | 8.324      | 0 (não possui)                              | 30            |
| Club Deportivo Arica                          | Arica                                                    | Região de Tarapacá               | Quarto Lugar (Zona Norte)                                           | Estádio Carlos Dittborn                  | 10.000     | 0 (não possui)                              | 4             |
| Corporación Deportiva Everton de Viña del Mar | Viña del Mar                                             | Província de Valparaíso          | Oitavo Lugar (Zona Sul)                                             | Estádio Sausalito                        | 25.000     | 3 (1950, 1952, 1976)                        | 39            |
| Club de Deportes Unión San Felipe             | San Felipe                                               | Região de Valparaíso             | Oitavo Lugar (Zona Sul)                                             | Estádio Municipal de San Felipe          | 18.500     | 1 (1971)                                    | 11            |
| Club Deportivo Huachipato                     | Talcahuano                                               | Região de Bío-Bío                | Sétimo Lugar (Zona Sul)                                             | Estádio Las Higueras                     | -----      | 1 (1974)                                    | 15            |
| Club Deportivo San Luis                       | Quillota                                                 | Região de Valparaíso             | Nono Lugar (Zona Norte)                                             | Estádio Municipal Lucio Fariña Fernández | 7.500      | 0 (não possui)                              | 14            |
| Club Deportes Cobresal                        | Localidade de El Salvador, na comuna de Diego de Almagro | Região de Atacama                | Vice Campeão                                                        | Estádio El Cobre                         | 8.000      | 0 (não possui)                              | 1             |
| Club de Deportes Unión La Calera              | La Calera                                                | Região de Valparaíso             | Acesso pelo Campeonato Chileno de Futebol de 1984 - Segunda Divisão | Estádio Municipal Nicolás Chahuán Nazar  | 10.000     | 0 (não possui)                              | 13            |
| Club Social y de Deportes Concepción          | Concepción                                               | Região de Bío-Bío                | Acesso pelo Campeonato Chileno de Futebol de 1984 - Segunda Divisão | Estádio Municipal de Concepción          | 35.000     | 0 (não possui)                              | 15            |

## Campeão
| Campeão Chileno 1985                                   |
| ------------------------------------------------------ |
| Club de Deportes Cobreloa (Calama) (3º título) Campeão |